# Siganus luridus
Poisson-lapin à queue tronquée, Poisson-lapin lessepsien, Sigan sombre
Espèce
Statut de conservation UICN

 LC  : Préoccupation mineure
Siganus luridus, le Poisson-lapin à queue tronquée, le Poisson-lapin lessepsien ou le Sigan sombre, est une espèce de poissons marins de la famille des Siganidae.

## Description
Siganus luridus peut mesurer jusqu'à 30 cm de longueur totale mais sa taille habituelle est d'environ 20 cm.

## Répartition
Ce poisson se rencontre dans l'est de la Méditerranée, en mer Rouge, dans le golfe Persique, en mer d'Arabie et dans l'ouest de l'océan Indien, depuis les côtes de la Somalie jusqu'aux Comores, Madagascar, l'île de la Réunion et Maurice. C'est une espèce récifale qui est présente entre 2 et 40 m de profondeur.

## Systématique
Le nom valide complet (avec auteur) de ce taxon est Siganus luridus (Rüppell, 1829).
L'espèce a été initialement classée dans le genre Amphacanthus sous le protonyme Amphacanthus luridus Rüppell, 1829.
Ce taxon porte en français les noms vernaculaires ou normalisés suivants : Sigan sombre, Poisson-lapin à queue tronquée, Poisson-lapin lessepsien, Cordonnier grosse tête.
Siganus luridus a pour synonymes :
- Amphacanthus abhortani Valenciennes, 1835
- Amphacanthus luridus Rüppell, 1829
- Teuthis lurida (Rüppell, 1829)

### Étymologie
Son épithète spécifique, du latin luridus, « jaune pâle », reprend la description faite par Christian Gottfried Ehrenberg qui, ayant collecté cette espèce, la décrit comme ayant un corps brun jaune marqué de nombreuses lignes fines de couleur jaune pâle et ce en contradiction avec la description qu'en fait Rüppell qui indique un corps noir bleuté avec quelques taches irrégulières plus claires et un anneau jaunâtre autour de la pupille